# Cal Rabassa
Cal Rabassa és una obra eclèctica de Capellades (Anoia) inclosa a l'Inventari del Patrimoni Arquitectònic de Catalunya.

## Descripció
Casa de planta rectangular, amb façana principal a un dels costats curts i coberta a dues vessants. Té dos pisos (el superior deu ser galeria) separats per una sanefa ornamentada amb motius vegetals i que tornem a trobar damunt les dues finestres de la planta baixa. Al primer pis destaquen els tres balcons sostinguts per mènsules ornamentades, sota la cornisa hi ha 12 mènsules distribuïdes en grups de tres, que emmarquen els tres grups de doble finestral, i que semblen tenir una funció bàsicament decorativa.

## Història
Finals segle xix. Eclecticisme.